# Szil
Szil è un comune di 1 334 abitanti situato nella contea di Győr-Moson-Sopron, nell'Ungheria nordoccidentale.